# Pulo Paya
Pulo Paya is een bestuurslaag in het regentschap Aceh Selatan van de provincie Atjeh, Indonesië. Pulo Paya telt 545 inwoners (volkstelling 2010).